# Tchoum

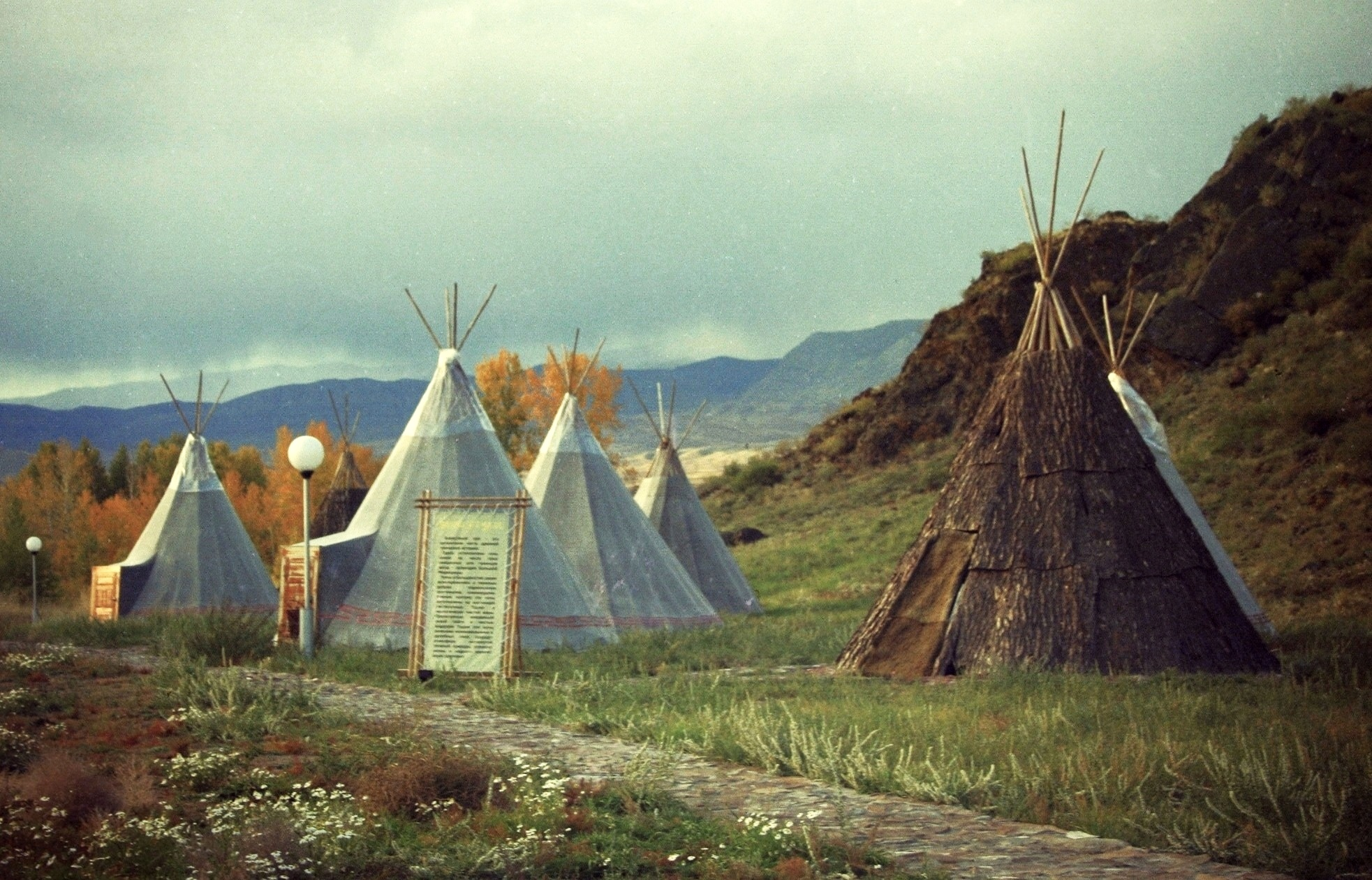
Tchoums touvains dans le complexe ethnoculturel Aldyn-Bulak, en Russie, à Touva.

Un tchoum est un logement temporaire utilisé par les nomades ouraliens (Nénètses, Nganassanes, Énètses, Khantys, Mansis, Komis) éleveurs de rennes du nord-ouest de la Sibérie, en Russie.
Les Evenks et les Toungouses, ainsi que d'autres tribus de Russie, de Mongolie et de Chine utilisent également des tchoums. On retrouve aussi l'usage de tchoums plus au sud chez les éleveurs de rennes de la région de Todja de Touva et chez leurs parents transfrontaliers du nord de la Mongolie. 
Les Tsaatan ou Doukha en ont aussi mais les appellent « orts ». 

## Construction

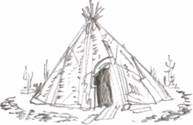
Dessin d'un tchoum, 2008.

Le tchoum a une conception similaire à celle d'un tipi amérindien mais certaines versions sont moins verticales. Il est très étroitement lié au lavvu sami quant à sa construction, mais peut être un peu plus spacieux. Certains tchoums peuvent présenter un diamètre d'une dizaine de mètres.
Le tchoum traditionnel se compose d'une structure de perches en bois disposées de manière conique, supportée par trois perches porteuses, qui servent notamment au début de la construction à maintenir la structure, ainsi que de peaux de rennes cousues ensemble et fixées aux perches. En fonction de sa taille, le tchoum nécessite entre 100 et 200 peaux de rennes. À titre indicatif, une famille de nomades éleveurs de rennes considérée comme aisée possédera un troupeau comptant environ 300 rennes.
Au milieu du tchoum, le foyer permet de chauffer la tente et de garder les moustiques à l'écart lors des saisons chaudes. Depuis les années 50, le feu de camp a été remplacé par un poêle en fonte, principalement pour une question de confort. La fumée est évacuée par une cheminée sortant du tchoum par une ouverture au sommet, à la croisée des perches de bois.
Un parquet fait de planches de bois est installé afin d'isoler le bas de l'habitation et d'installer le poêle sur un sol stable.
Des perches horizontales en bois  peuvent être ajoutées à la structure intérieure pour pendre des vêtements ou créer des cloisons amovibles.

## Distribution de l'espace intérieur
Le tchoum est une habitation de plain-pied, utilisée de nos jours chez les peuples Yamal-Nénètses, Khantys et Touvains.
Dans la culture nénètse en particulier, l'espace intérieur du tchoum (en forme de cercle) est régi par des règles précises. La moitié du cercle opposée à l'entrée, située derrière le poêle et par conséquent la plus chaude, est l'espace le plus sacré de l'habitation. Il est traditionnellement réservé à l'homme : la femme ne peut y pénétrer. L'autre moitié du cercle est quant à elle utilisable par la femme.
De nos jours, il n'est pas rare de voir des tchoums équipés de générateurs de courant, fournissant de l'électricité pour un éclairage domestique, un téléviseur et des électroménagers.

## Utilisation
Le tchoum possède une ouverture sur un de ses côtés : un endroit où deux épaisseurs de peaux non cousues entre elles se chevauchent, afin de conserver la chaleur intérieure. La partie droite recouvre généralement celle de gauche.
Pour entrer dans le tchoum, il faut lever la partie externe de l'ouverture (généralement celle de droite) par son extrémité basse avec la main droite, approximativement jusqu'à hauteur du nombril, puis se baisser et tourner son bassin afin d'entrer à reculons dans l'habitation. La main droite conserve au maximum sa position afin d'assurer la hauteur de l'ouverture, puis referme rapidement celle-ci une fois le corps rentré afin de limiter l'entrée du froid.

## Installation et transport
L'ensemble des matériaux constituant le tchoum est assez lourd, mais reste transportable par des rennes sur les traîneaux traditionnels. Certains nomades vivant dans un environnement principalement forestier ne transportent pas les perches de leurs tchoums, et collectent le bois au moment de leur installation.
Dans la culture nénètse, la construction et l'installation du tchoum est traditionnellement un tâche effectuée par la femme.
Le nomadisme des éleveurs de rennes, et donc le déménagement des tchoums, est fonction de l'environnement proche. En hiver par exemple, la famille pourra décider de changer de lieu lorsque la neige alentour sera trop tassée, car elle deviendra inconfortable pour le troupeau de rennes qui préfère évoluer et dormir dans une neige fraîche.

## Étymologie
Le mot tchoum (russe : чум) vient du komi : ćom prononcé : [t͡ɕom] ou oudmourte : ćum prononcé : [t͡ɕum], les deux signifiant « tente, abri ». Il porte un nom différent dans d'autres langues : en nénètse : ḿāʔ prononcé : [mʲaːʔ], en nganassane : maʔ, en khanty : (ńuki) χot et en evenki : ǯū prononcé : [d͡ʒuː].

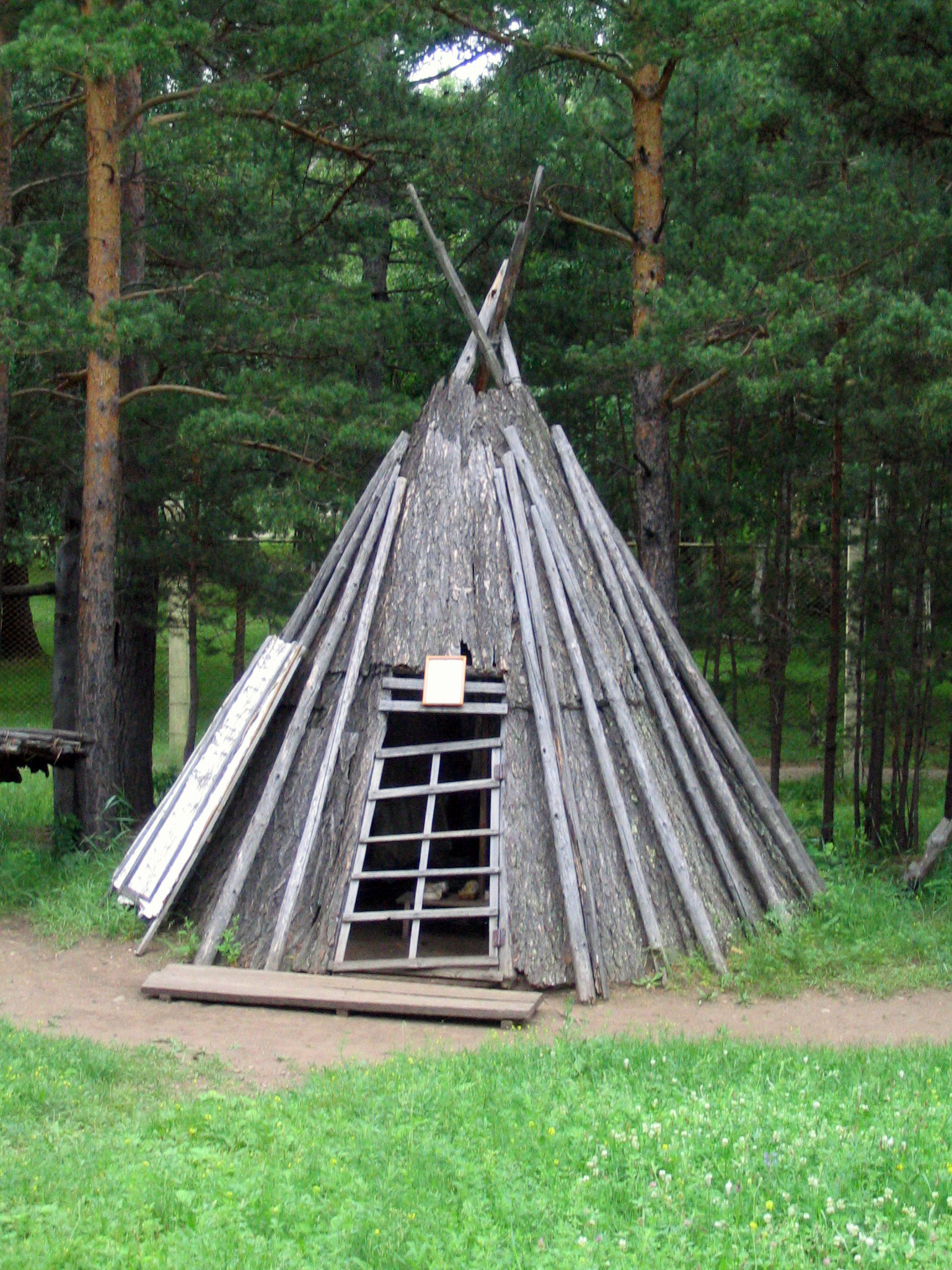
Tchoum evenk.